# Surface Science
Surface Science is een internationaal, aan collegiale toetsing onderworpen wetenschappelijk tijdschrift over de oppervlaktefysica en de oppervlaktechemie. De naam wordt in literatuurverwijzingen meestal afgekort tot Surf. Sci. Het tijdschrift wordt uitgegeven door Elsevier en verschijnt 3 keer per jaar. Het eerste nummer verscheen in 1964.